# Richard Vogel (Tennisspieler)
Richard Vogel (* 13. August 1964 in Ostrava) ist ein tschechischer Tennistrainer und ehemaliger Tennisspieler.

## Karriere
1987 gewann Vogel mit Branislav Stankovič während der Sommer-Universiade die Goldmedaille.
Er spielte in seiner Karriere im Einzel zwei der vier Grand Slams und verlor jeweils schon in der ersten Runde, bei den French Open 1989 gegen Aaron Krickstein und bei den Wimbledon Championships 1991 gegen Jacco Eltingh. Das Match gegen Eltingh stellte mit vier Tie-Breaks in einem Spiel einen neuen Wimbledon-Rekord auf.
Während der ATP Tour erzielte er 1992 sein bestes Ergebnis, als er bei den Croatia Open gemeinsam mit David Prinosil Gewinner im Doppel wurde. Sein bestes Einzelergebnis war 1991 beim ATP Kitzbühel.

## Trainer
Vogel zeichnet für die Bundesliga- und Regionalligamannschaften des TC Amberg am Schanzl Verantwortung und ist seit Mitte 2020 auch mit der Tennisschule Horn beim TC Postkeller Weiden als Trainer verantwortlich.